# Fàbrica Arbós-Manich
La fàbrica Arbós-Manich és un antic edifici fabril situat al carrer de la Verneda, 6 del barri del Clot, al districte de Sant Martí de Barcelona.

## Història

### Fàbrica de productes químics d'Arbós Germans
El 1854, el químic Jaume Arbós i Tor, juntament amb els seus germans Hipòlit i Josep, van adquirir en emfiteusi a Erasme de Janer i de Gònima una parcel·la de l'hort de Ca l'Erasme, on van fer construir una casa-fàbrica dedicada a la fabricació de productes químics sota la raó social Arbós Germans: «Arbós Hermanos. c. S. Erasmo, 17. Especialidad en sal y cristal de sosa, carmin de añil, barrilla artificial, aderezo blanco aplicable á las máquinas de parar y á las piezas blanqueadas, aceite tipográfico que reemplaza al de linaza en la preparacion de las tintas de imprenta, color azul especial para el blanqueo de tejidos, etc.»
El 1861 van adquirir a Antoni Pàmies uns terrenys al carrer de la Verneda de Sant Martí de Provençals, on farien construir una nova fàbrica, i l'any següent vengueren la del carrer de Sant Erasme a l'ebenista Antoni Martí Harmeto Vilaró i Montsardà. Hipòlit va morir a finals del 1870, i Jaume ho feu l'octubre del 1882, i Pere Arbós mantingué la fàbrica del Clot fins al 1888, quan fou traspassada al fabricant de sabó Josep Bonfill, sota la raó social Successors d'Arbós Germans.

### Taller de maquinària de Josep Maria Manich i Elias
Posteriorment, una part de les instal·lacions va passar a mans de l'enginyer industrial Josep Maria Manich i Elias, fill del fabricant Pau Manich i Cabanellas i de Josepa Elias i Guàrdia, que el 1905 va demanar permís per a ampliar-la amb un nou cobert i una planta més, segons el seu propi projecte, i va establir-hi un magatzem d'aparells elèctrics, dels quals era representant, a més d'un taller de construcció i reparació de maquinària.
El 1912, i gràcies a una patent francesa, va començar a fabricar tubs metàl·lics flexibles per a la fàbrica surera Miquel i Vincke de Palafrugell. El 1916, la producció es va traslladar a unes noves instal·lacions d'aquella localitat, on Manich moriria assassinat el 12 de novembre del 1936. La nova empresa, que portava el nom d'Enric Vincke, tenia el despatx al carrer de Roger de Llúria, 119. Aleshores, el taller va passar a mans d'Abundi Caballé i Juvé, avi de la soprano Montserrat Caballé, que a començaments de la dècada del 1930 va traspassar-lo de nou a Antoni Gras.